# Sciapus leiopus
Sciapus leiopus är en tvåvingeart som först beskrevs av Carl Ludwig Doleschall 1856.  Sciapus leiopus ingår i släktet Sciapus och familjen styltflugor. Inga underarter finns listade i Catalogue of Life.